# Roman Horák (1991)
Roman Horák (* 21. května 1991, České Budějovice) je český hokejový útočník, hrající za tým HC Sparta Praha.

## Kariéra
Roman Horák je synem stejnojmenného otce, který reprezentoval Československo na třech mistrovstvích světa. Roman Horák mladší hrál žákovský hokej v rodných Českých Budějovicích, kde posléze nastupoval za dorost a juniory. V sezóně 2007-08 hrál poprvé v jednom zápase českou extraligu dospělých. V sezóně 2008-09 hrál v 8 zápasech české extraligy. V roce 2009 byl vybrán na celkově 8. místě v draftu CHL týmem Chilliwack Bruins z ligy Western Hockey League. Ve WHL odehrál v sezóně 2009-10 66 zápasů, ve kterých si připsal 47 kanadských bodů.
V roce 2008 hrál za českou reprezentaci v I. divizi MS do 18 let, kde skončili na prvním místě a postoupili díky tomu do elitní skupiny MS do 18 let 2009. V roce 2009 hrál v už zmíněné elitní skupině MS do 18 let, kde skončili na 6. místě. Startoval na juniorských šampionátech v letech 2010 a 2011. Objevil se ve výběrech trenéra Jandače na mistrovstvích 2017 a 2018, zahrál si též na ZOH 2018.

## Ocenění a úspěchy
- 2010 MSJ - Top tří hráčů v týmu

## Prvenství
- Debut v NHL - 8. října 2011 (Calgary Flames proti Pittsburgh Penguins)
- První asistence v NHL - 8. října 2011 (Calgary Flames proti Pittsburgh Penguins)
- První gól v NHL - 26. října 2011 (Calgary Flames proti Colorado Avalanche, brankáři Jean-Sébastien Giguère)

## Klubové statistiky
| Sezóna      | Klub                      | Soutěž      |     | Základní část | Základní část | Základní část | Základní část | Základní část |    | Play off | Play off | Play off | Play off | Play off |
| Sezóna      | Klub                      | Soutěž      | Z   | G             | A             | B             | TM            | Z             | G  | A        | B        | TM       |          |          |
| 2007-08     | HC Mountfield             | ČHL         | 1   | 0             | 0             | 0             | 0             | —             | —  | —        | —        | —        |          |          |
| 2008-09     | HC Mountfield             | ČHL         | 8   | 0             | 0             | 0             | 0             | —             | —  | —        | —        | —        |          |          |
| 2009-10     | Chilliwack Bruins         | WHL         | 66  | 21            | 26            | 47            | 39            | 6             | 2  | 4        | 6        | 4        |          |          |
| 2010-11     | Chilliwack Bruins         | WHL         | 64  | 26            | 52            | 78            | 60            | 5             | 1  | 2        | 3        | 0        |          |          |
| 2011-12     | Calgary Flames            | NHL         | 61  | 3             | 8             | 11            | 14            | —             | —  | —        | —        | —        |          |          |
| 2011-12     | Abbotsford Heat           | AHL         | 14  | 2             | 2             | 4             | 6             | 8             | 0  | 3        | 3        | 2        |          |          |
| 2012-13     | Calgary Flames            | NHL         | 20  | 2             | 5             | 7             | 2             | —             | —  | —        | —        | —        |          |          |
| 2012-13     | Abbotsford Heat           | AHL         | 59  | 16            | 14            | 30            | 24            | —             | —  | —        | —        | —        |          |          |
| 2013-14     | Calgary Flames            | NHL         | 1   | 0             | 0             | 0             | 0             | —             | —  | —        | —        | —        |          |          |
| 2013-14     | Abbotsford Heat           | AHL         | 13  | 2             | 5             | 7             | 6             | —             | —  | —        | —        | —        |          |          |
| 2013-14     | Edmonton Oilers           | NHL         | 2   | 1             | 0             | 1             | 0             | —             | —  | —        | —        | —        |          |          |
| 2013-14     | Oklahoma City Barons      | AHL         | 53  | 21            | 27            | 48            | 16            | 3             | 1  | 0        | 1        | 0        |          |          |
| 2014-15     | HK Viťaz Moskevská oblast | KHL         | 53  | 18            | 13            | 31            | 26            | —             | —  | —        | —        | —        |          |          |
| 2015-16     | HK Viťaz Moskevská oblast | KHL         | 57  | 15            | 12            | 27            | 32            | —             | —  | —        | —        | —        |          |          |
| 2016-17     | HK Viťaz Moskevská oblast | KHL         | 60  | 16            | 15            | 31            | 30            | 4             | 0  | 1        | 1        | 2        |          |          |
| 2017-18     | HK Viťaz Moskevská oblast | KHL         | 54  | 10            | 16            | 26            | 18            | —             | —  | —        | —        | —        |          |          |
| 2018-19     | Växjö Lakers HC           | SHL         | 50  | 15            | 18            | 33            | 24            | 7             | 1  | 4        | 5        | 4        |          |          |
| 2019-20     | Växjö Lakers HC           | SHL         | 52  | 11            | 19            | 30            | 18            | —             | —  | —        | —        | —        |          |          |
| 2020-21     | HC Sparta Praha           | ČHL         | 51  | 17            | 30            | 47            | 6             | 11            | 3  | 6        | 9        | 2        |          |          |
| 2021-22     | HC Sparta Praha           | ČHL         | 51  | 21            | 26            | 47            | 24            | 16            | 3  | 3        | 6        | 6        |          |          |
| 2022-23     | HC Sparta Praha           | ČHL         | 52  | 12            | 24            | 36            | 14            | 6             | 2  | 1        | 3        | 0        |          |          |
| 2023/24     | HC Sparta Praha           | ČHL         | 47  | 16            | 23            | 39            | 2             | 11            | 1  | 3        | 4        | 4        |          |          |
| ČHL celkově | ČHL celkově               | ČHL celkově | 210 | 66            | 103           | 169           | 46            | 53            | 10 | 13       | 23       | 12       |          |          |
| KHL celkově | KHL celkově               | KHL celkově | 224 | 59            | 56            | 115           | 106           | 4             | 0  | 1        | 1        | 2        |          |          |
| NHL celkově | NHL celkově               | NHL celkově | 84  | 6             | 13            | 19            | 16            | 0             | 0  | 0        | 0        | 0        |          |          |

## Reprezentace
| Rok                       | Tým                       | Soutěž                    | Z  | G | A | B  | TM |
| ------------------------- | ------------------------- | ------------------------- | -- | - | - | -- | -- |
| 2008                      | Česko 18                  | MS-18 D1                  | 5  | 1 | 4 | 5  | 0  |
| 2009                      | Česko 18                  | MS-18                     | 6  | 2 | 1 | 3  | 4  |
| 2010                      | Česko 20                  | MSJ                       | 6  | 1 | 1 | 2  | 0  |
| 2011                      | Česko 20                  | MSJ                       | 5  | 0 | 1 | 1  | 4  |
| 2017                      | Česko                     | MS                        | 8  | 3 | 3 | 6  | 0  |
| 2018                      | Česko                     | OH                        | 6  | 0 | 4 | 4  | 0  |
| 2018                      | Česko                     | MS                        | 8  | 3 | 0 | 3  | 0  |
| Seniorská kariéra celkově | Seniorská kariéra celkově | Seniorská kariéra celkově | 22 | 6 | 7 | 13 | 0  |